# Ciocile, Brăila
Ciocile este satul de reședință al comunei cu același nume din județul Brăila, Muntenia, România.